# Rio Comăncuţa
O Rio Comăncuţa é um rio da Romênia, afluente do Comanca, localizado no distrito de Olt.